# Witalij Kosowski
Witalij Władysławowycz Kosowski, ukr. Віталій Владиславович Косовський, ros. Виталий Владиславович Косовский, Witalij Władisławowicz Kosowski (ur. 11 sierpnia 1973 r. w Ostrogu) – ukraiński piłkarz pochodzenia polskiego, grający na pozycji pomocnika, reprezentant Ukrainy, trener piłkarski.

## Kariera piłkarska

### Kariera klubowa
Wychowanek DJuSSz w Nityszynie. Karierę piłkarską rozpoczynał w drugoligowym klubie Podilla Chmielnicki, jeszcze w czasach ZSRR. W końcu 1991 roku przeniósł się do Nywy Winnica, klubu Wyszczej Lihi, z którym jednak spadł do niższej klasy rozgrywkowej. Po roku gry na drugim froncie ponownie awansował z Nywą do Wyszczej Lihi. W przerwie letniej w 1994 roku został zawodnikiem potentata ukraińskich rozgrywek - Dynama Kijów. Od początku stał się kluczowym graczem jedenastki z Kijowa (w debiutanckim sezonie rozegrał 27 spotkań ligowych, w których strzelił 6 goli, grał także w Lidze Mistrzów, w której wystąpił 7 razy i strzelił jednego gola). Jednak największe sukcesy odniósł w sezonie 1998/99 - zdobył mistrzostwo i Puchar Ukrainy, w Lidze Mistrzów doszedł aż do półfinału (Dynamo odpadło z Bayernem Monachium po meczach 3:3 w Kijowie i 1:0 w Monachium, w pierwszym meczu jednego z goli zdobył właśnie Kosowski). Częste kontuzje nie pozwoliły kontynuować gry na wysokim poziomie, dlatego w 2003 zakończył karierę piłkarską.

### Kariera reprezentacyjna
W kadrze debiutował 1 maja 1996 roku w meczu z Turcją (przegranym przez Ukrainę 2:3). Ogółem w reprezentacji wystąpił 25 razy, strzelił dwa gole. Jego ostatni występ w kadrze to mecz z Polską rozegrany w ramach eliminacji do Mistrzostw Świata 2002 2 września 2000 roku w Kijowie (przegrany przez Ukrainę 1:3).

## Kariera trenerska
Po zakończeniu kariery zawodniczej przez 3 lata pracował na stanowisku selekcjonera Dynama Kijów. Potem napisał podanie o zwolnienie z pracy. Mieszkał w Kijowie i pracował w firmie Hermes. W październiku 2011 dołączył do sztabu szkoleniowego Nywy Winnica. W czerwcu 2012 stał na czele juniorskiej drużyny Dynama Kijów. Latem 2013 został zaproszony do sztabu szkoleniowego młodzieżówki Dynama. 17 stycznia 2019 został mianowany na stanowisko starszego trenera Worskły Połtawa U-21, a po zwolnieniu Wasyla Saczki pełnił obowiązki głównego trenera Worskły od 28 marca 2019. 14 listopada 2019 został zwolniony z zajmowanego stanowiska.

## Sukcesy i odznaczenia

### Sukcesy klubowe
- półfinalista Ligi Mistrzów: 1999
- mistrz Ukrainy: 1995, 1996, 1997, 1998, 1999, 2000
- zdobywca Pucharu Ukrainy: 1996, 1998, 1999, 2000

### Sukcesy indywidualne
- tytuł Zasłużonego Trenera Ukrainy: 2019[8].